# 加賀屋福之助

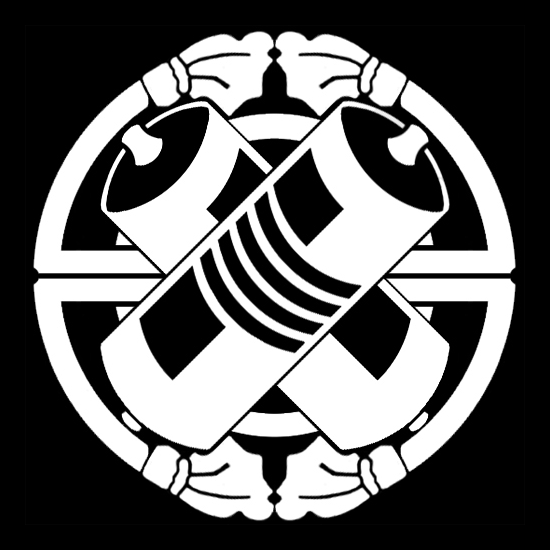
成駒屋祇園守

加賀屋 福之助（かがや ふくのすけ）は歌舞伎役者の名跡。屋号は初代と二代目が加賀屋。定紋は祇園守（成駒屋祇園守）。
3代を数えるが、三代目からは苗字を改めて中村 福之助（なかむら ふくのすけ）とし、屋号も成駒屋に改めている。
「福之助」は三代目中村歌右衛門の幼名に由来する。

## 福之助代々
- 初代 加賀屋福之助
  - 初代中村歌右衛門の子、1778–1838。
  - 初代加賀屋福之助 → 三代目中村歌右衛門 → 初代中村芝翫 → 三代目中村歌右衛門 → 中村玉助
- 二代目 加賀屋福之助
  - 六代目中村歌右衛門の養子、1946– 。
  - 二代目加賀屋福之助 → 八代目中村福助（成駒屋）→ 四代目中村梅玉（高砂屋）
- 三代目 中村福之助
  - 八代目中村芝翫の次男、1997– 。当代。
  - 中村宗生 → 三代目中村福之助